# Parlamento della Namibia
Il Parlamento della Namibia (in afrikaans Parlement van Namibië ed in inglese Parliament of Namibia), nell'ordinamento della Repubblica della Namibia, è l'organo costituzionale cui è attribuito l'esercizio della funzione legislativa. Ha una struttura di tipo bicamerale, componendosi dell’Assemblea Nazionale e del Consiglio Nazionale, come contemplato dalla Costituzione della Namibia, redatta nel 1990.

## Composizione e rappresentanza
Si compone di 42 consiglieri e 104 rappresentanti. Di questi, i consiglieri sono eletti indirettamente in base ai risultati delle elezioni locali, mentre altri 8 (tutti nella camera bassa), possono essere nominati dal Presidente per il loro merito ed abilità.
I restanti sono eletti secondo un sistema proporzionale.

## Funzioni e mandato
Il Parlamento ha ampie funzioni di supervisione e ha il potere di istituire commissioni composte dai suoi membri per esaminare i disegni di legge e la condotta dei funzionari governativi.
Prima che qualsiasi disegno di legge possa diventare legge, deve essere approvato sia dall’Assemblea che dal Consiglio e ricevere il consenso del presidente. Se il presidente ritarda o rifiuta l'assenso (veto) del disegno di legge, il Parlamento può annullarlo.